# Ovčje vime
Ovčje vime (lat. Albatrellus ovinus) je jestiva gljiva koja raste u Hrvatskoj, većinom u crnogoričnoj šumi.

## Opis
Klobuk je kod mladih gljiva sivkasto bijele boje, izbočen, kasnije postaje ravniji i tamniji.

## Raširenost i uporaba
Gljiva je jestiva, smatra se posebno dobrom za kiseljenje. Sukladno nekim novijim istraživanjima gljiva je i ljekovita.